# هیساکو شیراتا
هیساکو شیراتا (انگلیسی: Hisako Shirata؛ زادهٔ ۱۷ اوت ۱۹۸۲) بازیگر، شخصیت‌های تلویزیونی در ژاپن، و مدل (شخص) اهل ژاپن است.